# Sebastião Pita
Sebastião da Rocha Pita  (Salvador, 3 de mayo de 1660 — 2 de noviembre de 1738) fue un abogado, historiador y poeta de nacionalidad portuguesa nacido en la colonia de Brasil.

## Biografía
Nacido en 1660 en Bahía, hoy ciudad de Salvador, Sebastião da Rocha Pita fue un importante historiador y poeta del siglo XVII. 
Es el autor de, entre otros, una importante obra titulada Historia de la América portuguesa (1730), producida en un período en el que la capacidad de contar la historia de Portugal y el imperio luso-brasileño, conforman una iniciativa importante de un reino con problemas de legitimarse frente a otras naciones;  donde el dominio de la historia y su relato como iniciativa institucional congregan en sí esa función. 
Como historiador de prestigio, forma parte de la Academia Real de Historia de Portugal (1720-1736), ocupando el puesto de supernumerario académico. En el escenario brasileño, fue miembro y uno de los fundadores de la Academia Brasileña de los Olvidados (1724), participó activamente como poeta e historiador de las actividades llevadas a cabo en esa organización, que puede considerarse un sitio privilegiado para pensar y formular la historia de la América portuguesa, en un período en el que "el movimiento académico ayudó a desencadenar una nueva percepción sobre el estatuto político del territorio colonial, estimulando así la reflexión sobre la naturaleza de los lazos que sostenían América y el Reino: amarras simultáneamente jurídicas, familiares, lingüísticas, económicas y culturales". Formado en la Escuela de los Jesuitas de Bahía y maestro de las artes, el nombre de Rocha Pita figura en la lista de las personalidades brasileñas  formados en la Universidad de Coímbra elaborada por Francisco Morales, donde se incorpora a la edad de 16 años. La formación en Portugal era una costumbre de aquellos que tenían un prestigio social en la'colonia y que componían el cuadro de letrados brasileros. 
Fue Coronel del regimiento privilegiado de ordenanzas, hidalgo de la casa real, caballero de la Orden de Cristo y concejal en Salvador. Estuvo casado con Ana Cavalcanti con quien tuvo tres hijos. Fallece en 1738, en la ciudad de Cachoeira, donde el matrimonio tenía su residencia.

## Historia de la América portuguesa
Su obra Historia de la América portuguesa debe entenderse en el contexto amplio de la creciente racionalización que se respira en el siglo XVIII. En este contexto, la esfera racional está marcada por las nociones de individualidad, razón y crítica. Un tiempo de actualización de la vida intelectual portuguesa, donde los literatos, que representan a "los vectores que permitían la transferencia a la colonia de la tradición cultura literaria europea" buscan la erudición en la  capacidad de contar su propia historia, basados principalmente, en la crítica e inicialmente al servicio de un Estado y de la religión. Podemos imaginar un proceso de escritura que sigue las reglas de erudición de la Real Academia de la Historia de Portugal, donde la historia actúa con la doble función de narrar y dar noticias. Así, se combina un estilo de escritura que en sus descripciones exalta la naturaleza como una forma legítima de defensa del territorio - enfoque político y no taxonómico - siguiendo una metodología que sigue los principios de autoridad, verdad y testimonio. Su obra fue publicada e impresa, circulando tanto en la colonia y como en la metrópolis.

## Obras Publicadas
- Breve Compendio, e  Narraçam do Funebre Espectaculo, que na insigne

Cidade da Bahia, cabeça da America Portugueza, se vio na morte de ElRey D. Pedro II. de  gloriosa memória, S. N. Offerecido À Majestade do Serenissimo Senhor Dom Joam V. Rey  de Portugal (Lisboa: Officina de Valentim da Costa Deslandes, Impressor de Sua  Majestade, 1709)
- O Summario Da Vida, & Morte da Excellentissima Senhora, A Senhora Dona

Leonor Josepha de Vilhena, e das Exequias que na Cidade da Bahia consagrou às suas 
memórias A Senhora D. Leonor Josepha de Menezes, Esposa do Gonçalo Ravasco 
Cavalcanty & Albuquerque,h Fidalgo da Casa de S. Majestade, Commendador da Ordem  de Christo, Alcayde mòr da Cidade de Cabo Frío, Secretario do Estado, & Guerra do Brasil, Offerecido Á Excellentissima Senhora, A Senhora Dona Maria Francisca Bonifacia de Vilhena, Filha dos Excellentissimos Senhores, o Senhor D. Rodrigo da Costa, & da  Excellentissima Senhora, a Senhora D. Leonor Josepha de Vilhena, (Lisboa: Officina de  Antonio Pedrozo Galram, 1721)
- Historia da America Portugueza, desde o anno de mil e quinhentos do seu descobrimento, até o de mil e setecentos e vinte e quatro  (Lisboa: Officina de Joseph Antonio da Silva, Impressor da Academia Real, 1730).

## Publicaciones póstumas
- Tratado Político - fechado 7 de septiembre de 1715 -  Publicado por Heitor Martins como “O Tratado Político de Sebastião da Rocha Pita” (Martins, Heitor. Introdução. In: PITA, 1972, p.11-26)
- Oração Do Acadêmico Vago Sebastião da Rocha Pita Presidindo na Academia Brasílica - publicada por José  Aderaldo Castello  (CASTELLO, José Aderaldo. (Org.) O movimento academicista no Brasil: 1641-1820/22.  São Paulo: Conselho Estadual de Cultura, 1974. v.III. t.1.)

## Sonetos
- “Ao Capitam Felix de Azevedo da Cunha, sobre o Memorial com que  implorou perdão para que hum prezo não fosse desterrado” na obra “Patrocínio Emprenhado Pelos clamores de hum prezo...” por Felix de Azevedo d’A Cunha  (Lisboa: Officina de Valentim da Costa  Deslandes, Impressor de Sua Majestade, 1706);
- “Ao Tumulo, que ao Serenissimo Senhor Dom Pedro Segundo se fez na Cidade da Bahia Cabeça do Brasil, porção mayor do Imperio Lusitano” (Breve Compendio, e  Narraçam do Funebre Espectaculo... 1709)
- “À Imagem da Morte, que sobre o Tumulo estava coroada, tendo em huma mão a Fama, & na outra a Eternidade”, (Breve Compendio, e  Narraçam do Funebre Espectaculo... 1709)
- “Em a morte do Serenissimo Senhor Dom Pedro Segundo Rey de Portugal” (Breve Compendio, e  Narraçam do Funebre Espectaculo... 1709)
- “Ao Capitam Joam de Brito & Lima descrevendo em quatro metricos Cantos as festas, que nesta Cidade da Bahia se fizerão ao Excelentissimo Senhor Marquez  ViceRey pelo nascimento de hum Neto, preclarissimo herdeyro da sua casa” (Obra Applausos Natalícios com que a Cidade da Bahia celebrou a notícia do felice Primogenito do excellentissimo senhor Dom Antonio  de Noronha...  Escrita por João de Brito Lima ,1718);"
- “Ao Desembargador Caetano de Brito de Figueyredo sobre a narração das festas, que na Cidade da Bahia se fizerão ao Excellentissimo Senhor Marquez de Angeja, pelo nascimento de hum Neto, dirigidas, & ordenadas pelo Mestre de Campo João de Araújo de Azevedo” (Obra Applausos Natalícios com que a Cidade da Bahia celebrou a notícia do felice Primogenito do excellentissimo senhor Dom Antonio  de Noronha...  Escrita por João de Brito Lima -, 1718);
- “No tumulo, & exequias da Excellentissima Senhora D. Leonor Josepha de Vilhena” (Publicado em O Summario Da Vida, & Morte da Excellentissima -, 1730).
- “Epitáfio à Excellentissima Senhora Dona Leonor Josepha de Vilhena” (Publicado em O Summario Da Vida, & Morte da Excellentissima -, 1730).
- Ao Excellentisso Senhor Dom Rodrigo da Costa (Publicado em O Summario Da Vida, & Morte da Excellentissima - 1730).

## Romance
- “Al Mausoleo ardiendo en fuegos, y vistiendo lutos” (Breve Compendio, e  Narraçam do Funebre Espectáculo..., 1709)